# 1989
Évszázadok: 19. század – 20. század – 21. század
Évtizedek: 1930-as évek – 1940-es évek – 1950-es évek – 1960-as évek – 1970-es évek – 1980-as évek – 1990-es évek – 2000-es évek – 2010-es évek – 2020-as évek – 2030-as évek
Évek: 1984 – 1985 – 1986 – 1987 –  1988 – 1989 – 1990 – 1991 – 1992 – 1993 – 1994

## Események

### Január
- január 1.
  - Magyarországon bevezetik a munkanélküli-segélyt.[1]
  - Jugoszláviában életbe lép az új vállalati törvény, amely gyakorlatilag hatályon kívül helyezi a társult munkáról szóló 1976-os törvényt.[2]
- január 7. – A rákkal való több hónapi küzdelem után meghal Hirohito japán császár, az ország új uralkodója Akihito lesz. (Akihito 2019 tavaszán mond le a trónról fia, Naruhito javára.)[3]
- január 7–11. – Párizsban 149 ország részvételével nemzetközi konferenciát tartanak a vegyi fegyverekről.[4]
- január 9. – Újjáalakul a Magyarországi Szociáldemokrata Párt.
- január 10. – Grósz Károly, az MSZMP főtitkára nyilatkozata, miszerint heteken belül megkezdődik a szovjet csapatok részleges kivonása Magyarországról, de „folytatjuk részvételünket a Varsói Szerződés szervezetében”.
- január 11. – Ljubljanában megtartja alakuló gyűlését a Szlovén Demokrata Szövetség. (Deklarálja, hogy nem kielégítő Szlovénia helyzete Jugoszlávián belül, s Jugoszláviában megsértik az alapvető emberi és politikai jogokat.)[2]
- január 15–19. – Prága központjában spontán tömegtüntetések Jan Palach halálának 20. évfordulóján. (A csehszlovák rendőrség – január 18-a kivételével – minden esetben brutálisan szétveri a tüntetőket, sokat őrizetbe vesznek, köztük – január 16-án – Václav Havelt is.)[5]
- január 18.
  - Észtországban hivatalos nyelvvé nyilvánítják a nemzeti nyelvet.
  - Mihail Gorbacsov további részleteket közöl a szovjet fegyveres erőkben tervezett csökkentésekről, amelyekre az ENSZ-ben – 1988. december 7-én – mondott beszédében utalt. Bejelenti, hogy a szovjet védelmi kiadásokat 14,2%-kal, a fegyverek és katonai felszerelések gyártását 19,5%-kal fogják csökkenteni.[4]

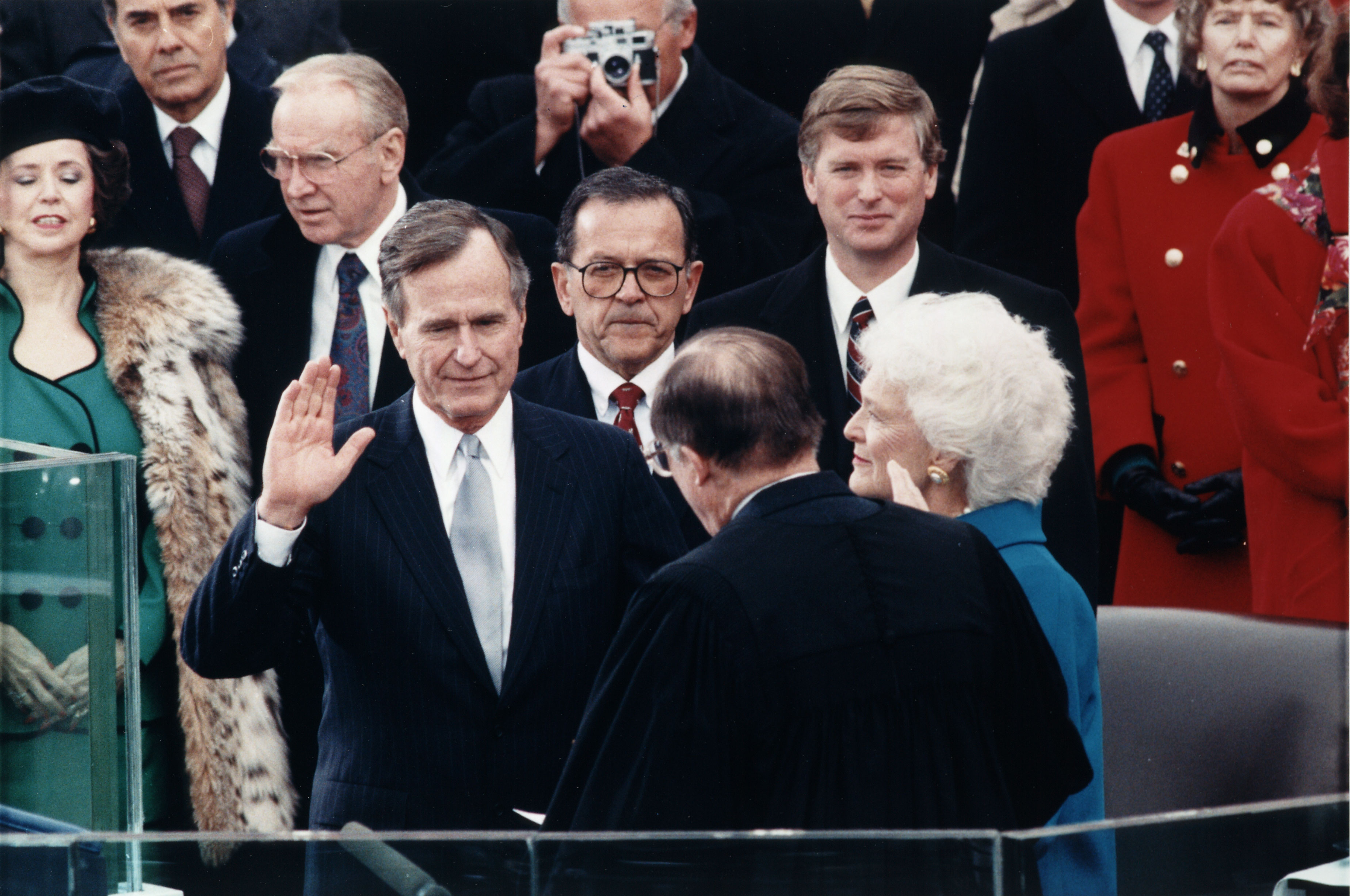
George Bush leteszi hivatali esküjét

- január 20. – Hivatalba lép az Egyesült Államok – előző év novemberben megválasztott – 41. elnöke, George H. W. Bush.
- január 24. – Az Amerikai Egyesült Államokban (USA) kivégzik Theodore Robert Bundyt („Ted Bundy”-t).
- január 25. – Elkészül az „ideiglenesen hazánkban állomásozó” szovjet Déli Hadseregcsoport kivonásának ütemterve. (A terv szerint az év első felében hazaindul Veszprémből egy szovjet harckocsihadosztály és egy kiképző harckocsiezred. Júliustól decemberig távozik egy szovjet deszant-rohamzászlóalj és a tököli repülőtérről egy vadászrepülő ezred. 1990-ben egy szovjet vegyvédelmi zászlóaljat és a szolnoki katonai tiszti iskola állományát indítják hazafelé.)
- január 26. – A csehszlovákiai szellemi élet 692 reprezentánsa tiltakozást juttat el Ladislav Adamec miniszterelnökhöz Václav Havel bebörtönzése ellen, követelve az ország vezetése és a társadalom közti nyílt párbeszéd megkezdését.[5]
- január 28. – Pozsgay Imre, az MSZMP Politikai Bizottsága tagja, államminiszter népfelkelésnek nevezte az 1956-os forradalmat a Reggeli Krónikának (Magyar Rádió, Orosz József) adott interjúban.

### Február
- február 4. – Megalakul a Magyar Máltai Szeretszolgálat.
- február 5. – A szovjet hadsereg végleg elhagyja Afganisztánt.
- február 6.
  - A lengyel vezetés kerekasztal-beszélgetést kezd az ellenzékkel.[6]
  - A berlini falnál a határőrök lelőnek egy szökni próbáló fiatalembert.[7]
- február 11. – A Magyar Szocialista Munkáspárt Központi Bizottsága jóváhagyja a többpárti politikai rendszerbe történő „fokozatos és folyamatos” átmenetet.[4]
- február 14. – Komeini ajatollah, Irán vallási vezetője a teheráni rádióban bejelenti, hogy fatvád ad ki Salman Rushdie indiai származású brit író megölésére. (A vallási határozat felszólította a világ muszlimjait, hogy végezzenek vele, mert A sátáni versek című regényével megsértette az iszlámot és Mohamed prófétát.)[8]
- február 15. – Afganisztánból a szovjet 40. hadsereg valamennyi egységét kivonják.[4]
- február 17. − Robbantás a budapesti 2-es metrón; személyi sérülés nem történt, a tettes ismeretlen maradt.
- február 21. – Václav Havelt „rendbontásért” és „lázításért” 9 havi börtönbüntetésre ítélik.[5]
- február 26. – Ungváron megalakul a Kárpátaljai Magyar Kulturális Szövetség (KMKSZ). (Elnökévé Fodó Sándort választották.)[9]
- február 27. – Az albán tiltakozások miatt – mert 21-étől a tervezett új szerb alkotmány ellen sztrájkolnak – rendkívüli állapotot vezetnek be Koszovóban.[2]
- február 28. – Az Magyar Szocialista Munkáspárt Politikai Bizottsága (MSZMP PB) indítványozza az elektromos jelzőrendszer (EJR) megszüntetését.[10]

### Március

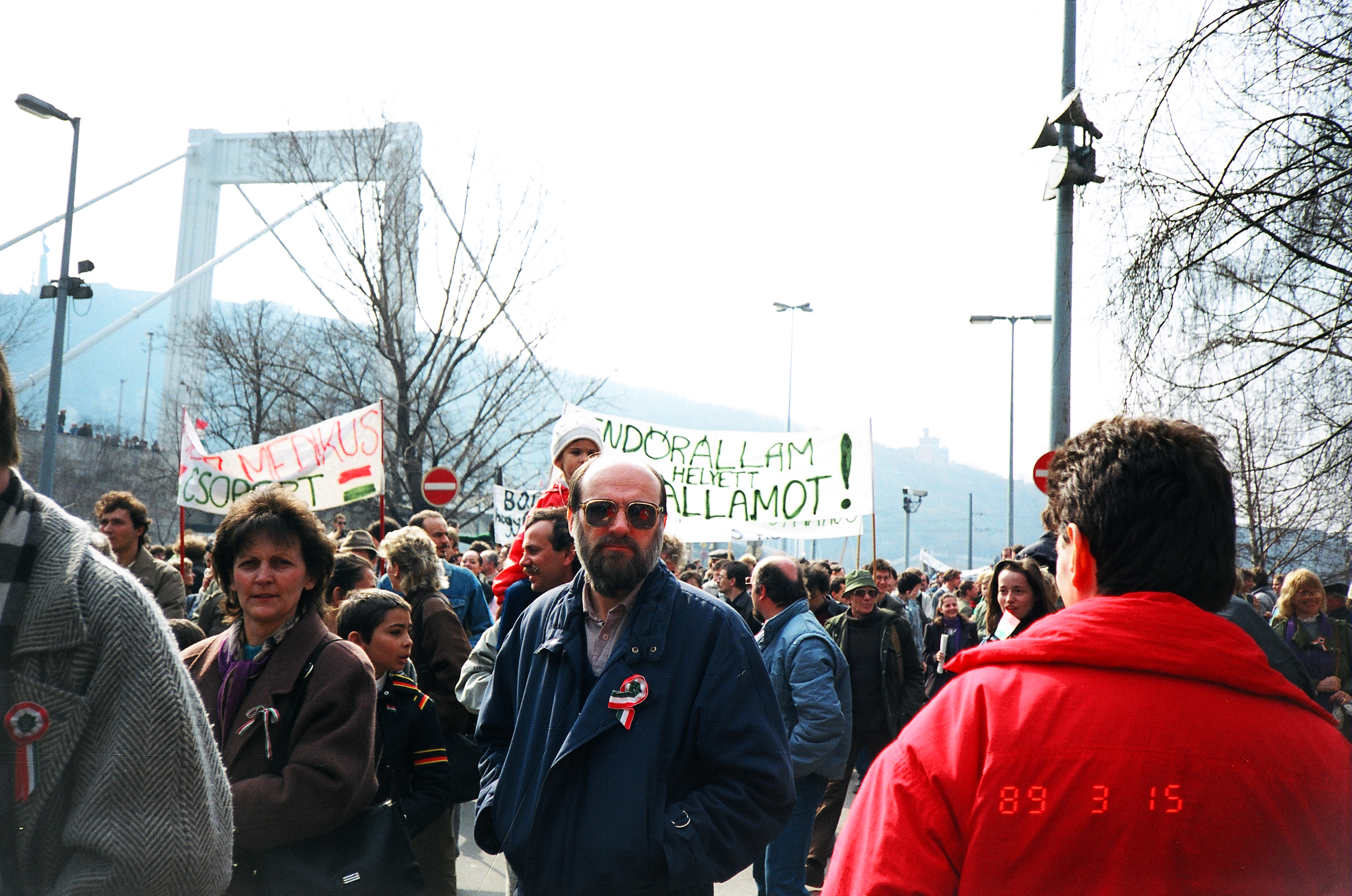
1989. március 15., Petőfi tér –
A transzparens felirata: „Rendőrállam helyett jogállamot!”

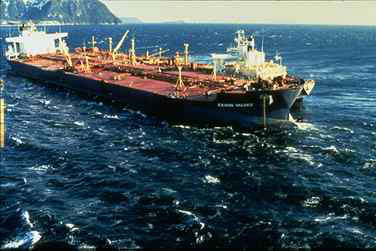
Az Exxon Valdez olajszállító hajó

- március 1. – Negyven magyarországi település városi rangra emelkedik.
- március 2.
  - Az Európai Unió tagállamai megállapodnak, hogy a század végéig beszüntetik a CFC-k előállítását.
  - A jugoszláv hatóságok letartóztatják a koszovói albán vezetőket.[2]
- március 6. – Az EBEÉ külügyminisztereinek találkozója Bécsben. Az értekezleten megkezdődnek az új tárgyalások a NATO és a Varsói Szerződés 23 országa között az európai hagyományos fegyveres erőkről (CFE), továbbá az EBEÉ 35 országának képviselője között a bizalom- és biztonságnövelő intézkedésekről.[4]
- március 10. – A vajdasági parlament elfogadja a szerbiai alkotmány módosítását.[2]
- március 11. – A BBC rádióban beolvassák a Román Kommunista Párt hat korábbi vezető személyiségének Nicolae Ceausescu elnökhöz intézett nyílt levelét.[11]
- március 15. – A Nemzeti Múzeumnál tartott hivatalos ünnepség mellett 31 szervezet hívására, először ünneplik szabadon Magyarországon a szabadságharc évfordulóját.
- március 16. – Jugoszláviában Ante Marković alakít kormányt.[12]
- március 22. – Az Ellenzéki Kerekasztal (EKA) megalakulása.[1]
- március 23. – A tankokkal körülvett koszovói törvényhozás megszavazza a szerb alkotmánymódosítást.[2]
- március 24.
  - Alaszka partjainál zátonyra fut az Exxon Valdez olajszállító hajó és 40 000 tonna nyersolaj ömlik az óceánba.
  - Megszűnik a vízumkényszer Magyarország és az NSZK között.
- március 27. – Megtartják a Szovjetunió új Népi Küldöttek Kongresszusába történő választást, ahol több jelöltet állítanak; a választások számos választókerületben a hivatalos párt-jelöltek vereségével zárul.[4]
- március 28. – Életbe lép Szerbia új alkotmánya, amely gyakorlatilag megszünteti a tartományi (vajdasági és koszovói) autonómiát. (Véres incidensek Koszovóban.)[2]

### Április
- április 4.
  - Magyarország felszabadításának napja utoljára számít állami ünnepnek.
  - Az Észak-atlanti Tanács rendkívüli ülésen emlékezik meg az Észak-atlanti Szerződés Szervezete aláírásának 40. évfordulójáról.[4]
- április 5. – Varsóban megállapodást ír alá a kormány az ellenzékkel arról, hogy intézkedéseket léptetnek érvénybe a Lengyelországban megvalósítandó politikai reform érdekében, amely kiterjed a szabad választásokra és a betiltott szakszervezeti mozgalomra, a Szolidaritás elismerésére.[4]
- április 12. – A berlini falt őrő határőröket arra utasítják, hogy ne használjanak lőfegyvert a határsértések megakadályozásra; erről a nyilvánosság nem kap hírt.[13]
- április 17. – Ismét bejegyzik a Szolidaritás Független Szakszervezetet.[14]
- április 22. – Feloszlik a KISZ.[1]
- április 25. – Megkezdődik a szovjet csapatok részleges kivonása Magyarországról.[1]

### Május
- május 2. – A magyar–osztrák határon megkezdődik a műszaki zárrendszer, a „vasfüggöny” felszedése, noha erről a formális kormánydöntés csak május 18-án születik meg.[10]
- május 5. – Észtország után a lett parlament is hivatalossá nyilvánította a nemzeti nyelvet.
- május 7. – Debrecenben MDF-kezdeményezésre lakossági fórumon követelik a szovjet katonai repülőtér bezárását.
- május 8. – A szlovén ellenzék májusi deklarációja.
- május 12. – George Bush amerikai elnök javasolja az Open Skies rendszer bevezetését.[4]
- május 13. – A Németh-kormány azonnali hatállyal leállíttatja a nagymarosi vízi erőmű építését.[15]
- május 15.
  - 30 év után újra szovjet államfő, Mihail Gorbacsov látogat Pekingbe, a szovjet-kínai kapcsolat javítására.
  - Janez Drnovšek váltja Raif Dizdarevićot a jugoszláv államelnöki székben.[16]
- május 16. – Az MSZMP PB napirendjére tűzi, hogy a Varsói Szerződés Politikai Tanácskozó Testülete következő ülésén vessék fel a Magyarországon tartózkodó szovjet csapatok kivonásának kérdését.
- május 16. – Botrány tör ki a magyarországi matematika érettségik ügyében, mivel kiderül, hogy a feladatsor már a vizsga napja előtt kiszivárgott a diákokhoz; a kiszivárgás kisebb mértékben más tantárgyakat is érint. Glatz Ferenc miniszter végül bejelenti, hogy az összes matematika érettségi eredményt érvénytelenítik, helyette az érettségi jegy az érintettek számára a negyedik év végi matematika osztályzat lesz.
- május 17. – A nagyarányú hazai és nemzetközi tiltakozás eredményeként a csehszlovák hatóságok Václav Havelt feltételesen szabadlábra helyezik.[5]
- május 19. – Megalakul a Magyar Helsinki Bizottság.[17]
- május 19. – Sárbogárdról és Debrecenből hazaindítják a szovjet alakulatokat, de mindkét laktanyába a Nyugat-Dunántúlról telepítenek át szovjet katonákat.
- május 22. – Elkezdődik a Calypso Rádió adása.
- május 25. – A Népképviselők Gyűlése a Szovjetunió első – és egyben utolsó – elnökévé Mihail Gorbacsovot választja.
- május 28. – Lezárul a szovjet szárazföldi erők 1989-re bejelentett magyarországi csapatcsökkentése. (Egy hónap alatt 10 400 szovjet katona, közel 300 harckocsi, 150 páncélos harcjármű, valamint a bejelentett szárazföldi tüzérségi technika 90%-a hagyta el az országot.)
- május 29–30. – Az Észak-atlanti Tanács csúcstalálkozója Brüsszelben.[4]
- május 31. – George Bush amerikai elnök az NSZK-ban tett látogatása alatt javasolja a szabad választásokat és a pluralizmus bevezetését Kelet-Európában, valamint a berlini fal lebontását.[4]

### Június
- június 4. – 

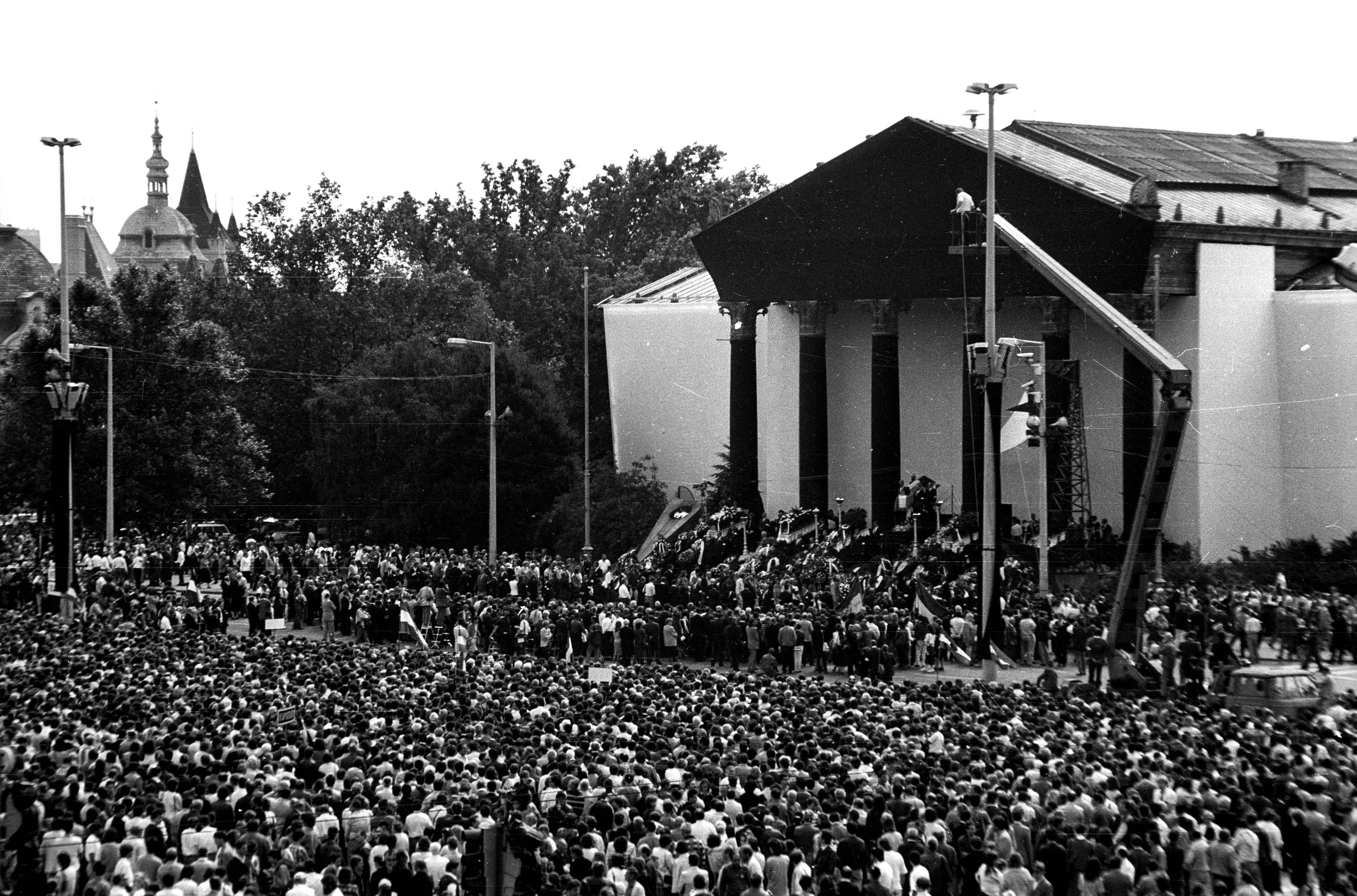
Nagy Imre és mártírtársainak ünnepélyes újratemetése a Hősök terén több százezer fő részvételével (június 16.)

  - Peking központjában, a Tienanmen téren zajló diáktüntetés véres leverése.[18]
  - Lengyelországban megtartják a parlamenti választások első fordulóját, amelyben az országgyűlés egy harmadát választották szabadon. A 261 választókerületből 252-ben a Szolidaritás végzett az élen.[19]
- június 13. – Bonnban Mihail Gorbacsov szovjet államfő és Helmut Kohl nyugatnémet kancellár politikai nyilatkozatot ír alá, melyben megerősítik, hogy minden állam szabadon dönthet politikai és társadalmi rendszeréről.
- június 15. – A Fidesz kezdeményezésére 200 fő a szovjet csapatok kivonását követeli a szovjet nagykövetség előtt.
- június 16. – A kivégzett Nagy Imre, Maléter Pál és Gimes Miklós ünnepélyes újratemetése.[15] (Orbán Viktor, a  Fidesz választmányi tagja gyászbeszédében a szovjet csapatok azonnali kivonását követeli.)
- június 17. – Megtartja alakuló közgyűlését a Horvát Demokrata Közösség.[2]
- június 18. – Lengyelországban a parlamenti választások második fordulójában a Szolidaritás Állampolgári Bizottság elnyeri a szejmben a rendelkezésére álló összes helyet, a szenátusban pedig 100-ból 99-et.[14] (Az egyetlen kivétel a piłai jelölt volt, akinek a választási plakátján feledékenységből nem szerepelt a róla és Walesáról kézült közös fénykép.)[20]
- június 19. – Genfben újrakezdik a START tárgyalásokat.[4]
- június 23. – A Fidesz szervezésében fiatalok jelképesen elfoglalják a szovjet csapatok távozásával megüresedett szombathelyi laktanyát.
- június 26. – Balesetet szenved egy Echo-2 típusú szovjet atom-tengeralattjáró a norvég Medve-szigetektől 350 km-re délre.
- június 27. –  Horn Gyula külügyminiszter és osztrák kollégája, Alois Mock átvágják Sopronnál a határ drótkerítését, a vasfüggönyt.[21]
- június 29. – Csehszlovákiában Několik vět (Néhány mondat) címmel nyilvánosságra hozzák a Charta ’77 által kezdeményezett, az alapvető szabadságjogok tiszteletben tartását és demokratikus társadalmi rendet követelő petíciót, melyet már ekkor 1 800-an írtak alá. (Számuk október végéig eléri a negyvenezret.)[5]

### Július
- július 6.
  - A Legfelsőbb Bíróság ítéletében rehabilitálta az 1956-os forradalom után meghurcoltakat.[22]
  - A budapesti Kútvölgyi úti kórházban meghal Kádár János, a Magyar Szocialista Munkáspárt (MSZMP) korábbi főtitkára.[22]
- július 7–8. – A Varsói Szerződés államainak bukaresti csúcstalálkozója. (A Szovjetunió hivatalosan elvetette a Brezsnyev-doktrínát, amely csak korlátozott szuverenitást engedélyezett a tagállamoknak. A záróokmány megerősítette, hogy a katonai tömb tagállamai közötti kapcsolatoknak az „egyenlőség, függetlenség és olyan jog” alapján kell működniük, amely minden partnernek biztosítja, hogy külső beavatkozás nélkül választhassa „saját politikai irányvonalát, stratégiáját és taktikáját”.)[23]
- július 11. – Budapesten megkezdi adását az első magántulajdonú magyar kereskedelmi rádió, a Rádió Bridge.
- július 11–13. – Az amerikai elnökök közül elsőként Magyarországra érkező George H. W. Bush és felesége, Barbara Bush first lady hivatalos látogatást tesz Budapesten, akiket Straub F. Brunó, a Magyar Népköztársaság Elnöki Tanácsának utolsó elnöke és házastársa, Szabolcsi Gertrúd fogad, és Bush elnök beszédet mond a Kossuth-téren.[24]
- július 12. – George H. W. Bush találkozik az Ellenzéki Kerekasztal képviselőivel.[25]
- július 19. – A lengyel szejm minimális arányban államelnökké választja Wojciech Jaruzelski tábornokot (Ennek érdekében a Szolidaritás néhány képviselője szándékosan érvénytelen szavazatot ad le.)[14]
- július 24–25. – Moszkvában a szovjet csapatok további kivonásáról tárgyalnak Mihail Gorbacsovval az MSZMP vezetői, Nyers Rezső és Grósz Károly.

### Augusztus
- augusztus 2. – A kommunista Czesław Kiszczak lesz a lengyel miniszterelnök.[14]
- augusztus 8. – A Varsói Szerződés országai kétnapos bukaresti találkozójánal végén kiadott nyilatkozat megtiltja, hogy a Varsói Szerződés beavatkozzon a tagorszégok belügyeibe.[26]
- augusztus 9. – A szövetségesek nevében a NATO főtitkár nyilatkozatban fejezi ki aggodalmát a Bulgáriában élő török kisebbség helyzetével kapcsolatban.[4]
- augusztus 14. – A Magyar Máltai Szeretetszolgálat megnyitja befogadó táborát a német menekültek ellátására a Virányoson.[27]
- augusztus 19. – 
  - Kezdetét veszi Sopronnál a Páneurópai piknik, amelynek keretében a nyitott határszakaszon tízezernyi NDK állampolgár menekül át nyugatra.[10]
  - Czesław Kiszczak lengyel miniszterelnök lemond tisztségéről.[14]
- augusztus 21. – Prágában a megszállás évfordulóján ismét hatalmas tüntetésre kerül sor, melyet a rendőrség szétver.[5]
- augusztus 24. – Lengyelországban Tadeusz Mazowieckit, Lech Walesa volt tanácsadóját választják miniszterelnökké.[14]
- augusztus 25.
  - A Voyager–2 eléri a Neptunusz bolygót.
  - Németh Miklós kormányfő és Horn Gyula külügyminiszter Bonnba látogat, hogy tájékoztassa a keletnémet menekültkérdés megoldásával kapcsolatos terveiről a nyugat-német kormányt.[10]

### Szeptember
- szeptember 8. – Kovács László külügyi államtitkár jegyzéket ad át Gerd Vehres keletnémet nagykövetnek, melyben tájékoztatja a szeptember 10-én – 19 órakor – bejelenteni tervezett határnyitásra vonatkozó döntésről. (A jegyzék tartalmazta továbbá, hogy szeptember 11-én nulla órától időszakosan felmondja az NDK-val kötött, a vízummentes utazásra vonatkozó egyezmény 6. és 8. szakaszát, mely szerint Magyarország nem enged keletnémet állampolgárokat harmadik országba távozni.)[28]
- szeptember 11. – A magyar kormány megnyitja az osztrák–magyar és a jugoszláv–magyar határt, amelyen keresztül a keletnémet menekültek akadálytalanul távozhatnak a szomszéd országokba, elsősorban Ausztriába, majd tovább Nyugat-Németországba.[10]
- szeptember 14. – Megnyitja kapuit a Magyar Máltai Szeretetszolgálat menekülttábora a Virányoson.[29]
- szeptember 19. – 22 ismert csehszlovák ellenzéki levélben követeli Ladislav Adamec miniszterelnöktől az alapvető szabadságjogok érvényesítését.[5]
- szeptember 27. – A szlovén alkotmánymódosítás a köztársasági törvényeket a szövetségi törvények fölé helyezi és deklarálja Szlovénia szuverenitását, fenntartva a jogot a Jugoszláviából való kiválásra.[2]

### Október

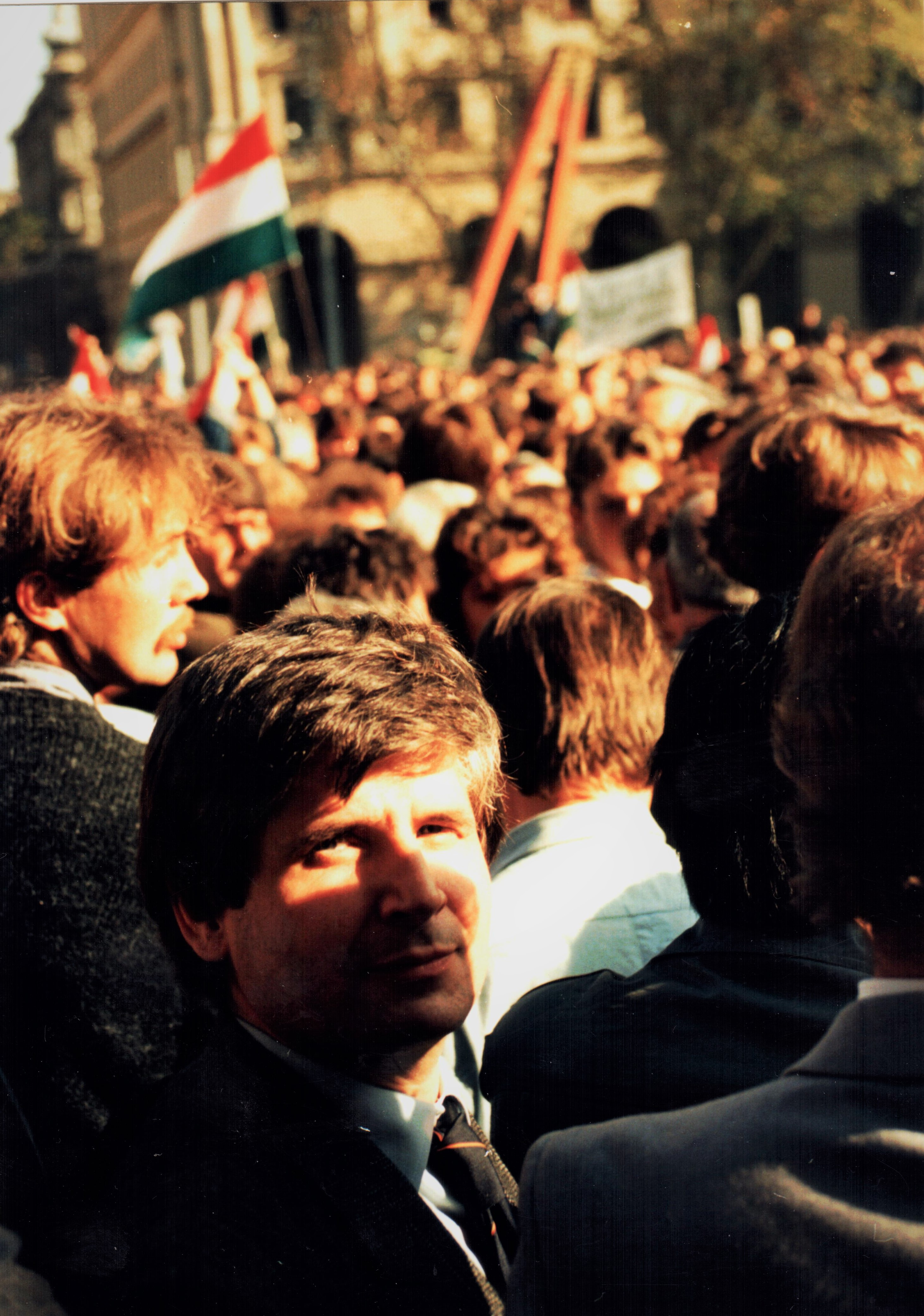
A Köztársaság kikiáltása, Budapest, Kossuth tér

- október 5. – George H. W. Bush amerikai elnök jóváhagyja a határozatot, amely e napot a Holokauszt hőse, a Világ Igaza Raoul Wallenberg emléknapjává nyilvánítja.
- október 5–7. – A Magyar Szocialista Munkáspárt (MSZMP) utolsó kongresszusa amelyen feloszlatja önmagát.
- október 6. – Az NSZK-ban átadják az Ems-alagutat.
- október 6–7. – Mihail Gorbacsov részt vesz az NDK 40. évfordulójának kelet-berlini ünnepségein, ahol sürgeti a reformok végrehajtását az NDK-ban is.[23]
- október 7. – Martin Gutzeit és Markus Meckel Berlin közelében megalapítja a keletnémet szociáldemokrata pártot (SPD), ami megtöri a Német Szocialista Egységpárt (NSZEP) és az ún. blokkpártok eddigi monopóliumát.[23]
- október 16. – Az EBEÉ keretében környezetvédelmi értekezletet tartanak Szófiában.[4]
- október 18.
  - Szűrös Mátyást  bízzák meg ideiglenesen a köztársasági elnöki teendők ellátásával.
  - Erich Honecker-t, az NSZEP főtitkárát Egon Krenz váltja fel.[23]
- október 21. – Antall József lesz a Magyar Demokrata Fórum elnöke.
- október 23. – Szűrös Mátyás kikiáltja a Magyar Köztársaságot.[30]
- október 24. – NDK új államfője Egon Krenz.[31]
- október 28. – A csehszlovák állam megalakulásának évfordulóján Prágában újabb nagyarányú megmozdulások, melyeknek a rendőrség vet véget.[5]
- október 28–30. – Tiltakozó és reformokat követelő tüntetések zajlanak le Berlinben, Neubrandenburgban, Magdeburgban, Drezdában, Lipcsében, Erfurtban, Jenában, Karl-Marx-Stadtban, Plauenben, Greizben és Senftenbergben.[32]

### November
- november 2. – A magyar kormány 3-ától 20-áig felfüggeszti a turista valutaellátmány folyósítását, és új, szigorúbb devizaellátási rendszert vezet be (a lakossági valutaellátmány 4 évre maximum 300 dollár lesz).
- november 3. – Szűrös Mátyás lesz ideiglenesen Magyarország köztársasági elnöke.
- november 4.
  - A berlini Alexanderplatzon mintegy félmillió ember tüntet; az eseményt az NDK televíziója élőben közvetíti.[32]
  - Az 1956-os felkelés leverésének és a szovjet hadsereg bevonulásának 33. évfordulója alkalmából tartott megemlékezésen a Magyar Október Párt és a Magyar Radikális Párt a Szovjetunió nagykövetsége előtt követeli a szovjet csapatok azonnali és feltétel nélküli kivonulását. (A kormány elhatárolja magát a tüntetéstől.)
  - Az Aum Sinrikjó japán szekta meggyilkolja Szakamoto Cucumit és családját Jokohamában.
- november 6. – Az EGK tagállamainak külügyminiszterei úgy határoznak, hogy a Közös Piac januártól megnyitja határait Magyarország és Lengyelország termékei előtt.
- november 7. – Lemond a keletnémet kormány.[4]
- november 8. –
  - Lemond a Német Szocialista Egységpárt politikai bizottságának összes tagja, a Központi Bizottság még aznap új tagokat választ.[33]
  - A magyar külügyminisztérium Románia budapesti nagyköveténél tiltakozik Tőkés László temesvári lelkész ügyében
- november 9. – Megkezdik a berlini fal lebontását, az NDK megnyitja határait az NSZK irányában.[34]
- november 10. – Lemond Todor Zsivkov, Bolgár Kommunista Párt vezetője,[4] utóda Petar Mladenov.
- november 11–12. – A szerbiai elnökválasztáson 79%-kal győz Slobodan Milošević.[2]
- november 12. – Árpád-házi Szent Ágnes szentté avatása.
- november 13.
  - Az MDF a november 26-ai ún. „négyigenes” népszavazás bojkottálására szólít fel.
  - A keletnémet parlament Hans Modrow-t választja miniszterelnöknek.[4]
  - Apja, II. Ferenc József liechtensteini herceg halála után János Ádám foglalja el a trónt.[35]
- november 14. – A magyar kormány beadja csatlakozási kérelmét az Európa Tanácshoz, miközben még él a Varsói Szerződés, a szovjet csapatok még Magyarországon vannak.
- november 16.
  - Vágsellyén megalakul a szlovákiai magyarok első politikai pártja, a Független Magyar Kezdeményezés.
  - A Moldáv Kommunista Párt új főtitkára Petru Lucinschi.
  - Az Európa Tanács ülésén Horn Gyula külügyminiszter átadja Magyarország felvételi kérelmét a szervezetbe.
- november 17. – Hivatalosan engedélyezett diáktüntetés kezdődik Prágában az ötven éve meggyilkolt Jan Opletal diák emlékére; a diákok megmozdulása hamarosan a lakosság minden eddiginél nagyobb arányú, az uralkodó rendszer radikális megváltoztatását követelő tüntetésévé alakul át. Prága központjában a rohamrendőrség bekeríti és szétveri a tömeget.[5]
- november 18. – A csehszlovák rendőrség akciója hatalmas felháborodást vált ki Prága lakosainak körében, akik ismét az utcákra vonulnak. A diákok és a prágai színházak sztrájkba lépnek.[5]
- november 19.
  - Prágában elterjed az egyik tüntető diák utóbb hamisnak bizonyult halálhíre.[5]
  - A csehszlovák fővárosban, Prágában megalakul a rendszerellenes megmozdulások vezető ereje, a Polgári Fórum (Občanské fórum), Pozsonyban pedig „testvérszervezete”, a Nyilvánosság az Erőszak Ellen (Verejnosť proti násiliu, VPN).[5]
  - Magyarország egymilliárd dolláros rövid lejáratú gyorssegélyt kap a Közös Piactól.
- november 20.
  - 200 000 ember tüntet Prágában a demokratikus jogokért.
  - Lipcsében a tüntetők követelik a két német állam egyesítését.[4]
- november 20–24. – A Román Kommunista Párt XIV. kongresszusa.
- november 21.
  - Németh Miklós a Parlamentben bejelenti, hogy Magyarország bruttó külföldi adóssága az év végére eléri a 20 milliárd dollárt, az államháztartás összes adóssága 1100 milliárd forint lesz, egyúttal elismeri, hogy a vezetés még a 80-as évek közepén is hamis adatokat közölt az adósságállományról.
  - Németh Miklós a parlamentben bejelenti, hogy Czinege Lajos lemondott hadseregtábornoki rangjáról, lemond Maróthy László környezetvédelmi és vízgazdálkodási miniszter is.
  - A Magyar Szocialista Munkáspárt (MSZMP) volt tagjaiból megalakul a Magyar Szocialista Párt.
  - Az amerikai General Electric International konszern megvásárolja a Tungsram részvényeinek 50%-át.
  - Csehszlovákia egész területén folytatódnak a tüntetések, Prágában első ízben szólal fel Václav Havel. Tárgyalások kezdődnek a kormányfő és az ellenzék képviselői között.[5]
- november 23. – Kizárják a Német Szocialista Egységpártból Günter Mittagot, a politikai bizottság volt tagját, Erich Honecker ellen fegyelmi eljárást indítanak.[36]
- november 24.
  - A Szocialista Internacionálé visszaállítja az MSZDP teljes jogú tagságát.
  - Az Országgyűlés kompromisszumos javaslatot fogad el az adótörvények ügyében, miután a bevásárlóturizmus miatt a határ menti megyékben romlott az ellátás, bővíti azon élelmiszerek körét, amelyeket tilos kivinni az országból.
  - Az egyre nagyobb csehszlovákiai tüntetések, tiltakozó mozgalmak hatására lemond a Jakeš-féle pártvezetés, a CSKP főtitkárává Karel Urbáneket választják, de ez a változás nem elégíti ki a „terekre vonult” lakosságot.[5]

- november 26.

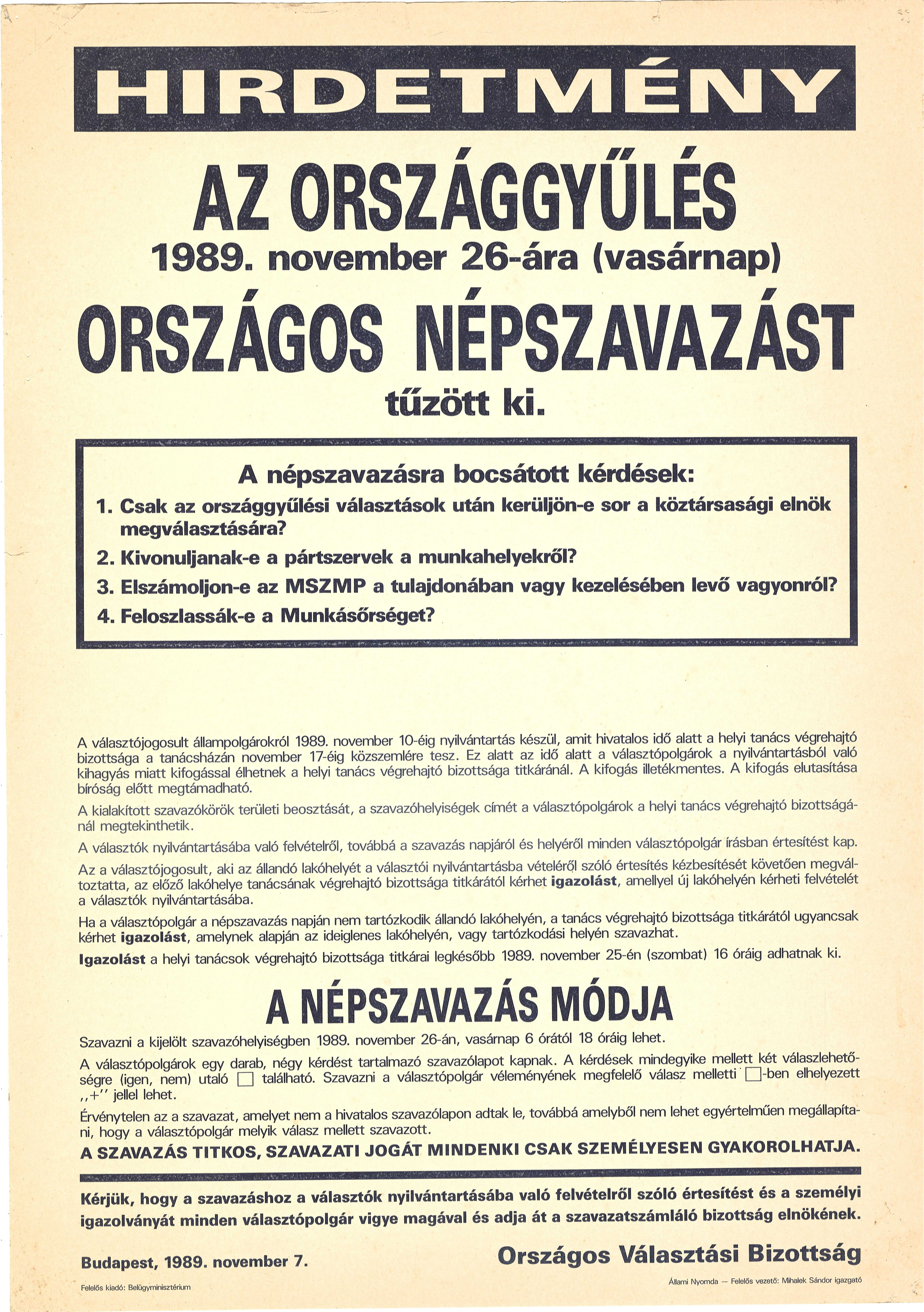
A négyigenes népszavazás plakátja

  - Négyigenes népszavazás Magyarországon.[37]
  - A csehszlovák vezetés és az ellenzék képviselői között megkezdődnek a kerekasztal-tárgyalások, a küldöttségeket Ladislav Adamec és Václav Havel vezetik. (Ismét hatalmas tüntetésekre kerül sor.)[5]
- november 27. – Lemond a Magyar Televízió elnöke, Bereczky Gyula.
- november 28. – Helmut Kohl német szövetségi kancellár előterjeszti a két német állam egyesítésének javaslatát.[38]
- november 29.
  - A csehszlovák szövetségi gyűlés törli az alkotmányból a CSKP hatalmi monopóliumát rögzítő cikkelyt.[5]
  - A szerb népfront Szlovénia gazdasági bojkottjára szólít fel, mert a szlovén vezetés betiltja a szerbek december 1-jére, Ljubljanába tervezett szolidaritási nagygyűlését. (A bojkott 1990 márciusára szűnik meg.)[2]
- november 30. – Alfred Herrhausent, a Deutsche Bank elnökét – autóba rejtett pokolgépes támadással – meggyilkolja a Vörös Hadsereg Frakció.

### December
- december 1. – Az NDK alkotmányából törlik a munkásosztály és marxista-leninista pártjának vezető szerepére vonatkozó részt.[39]
- december 3.
  - Csehszlovákiában több mint 40 év elteltével megalakul az első olyan kormány – Ladislav Adamec vezetésével –, amelyben nem kommunista miniszterek is vannak. (A többségében kommunista miniszterekből álló kormányt a lakosság csalódással fogadja, és radikális változásokat követel.)[5]
  - Az NDK-ban lemond az új Keletnémet Szocialista Egységpárt Politikai és Központi Bizottsága.[4]
  - Erich Honeckert, a Német Szocialista Egységpárt (NSZEP) Központi Bizottságának korábbi főtitkárát kizárják a pártból, és két nappal később az NDK főügyésze perbe fogja hatalommal való visszaélés és korrupció vádjával. (1990. január 28-án – a veserákkal diagnosztizált Honeckert kórházi szobájában – letartóztatták, másnap este pedig elszállították egy börtönbe, ahonnan 30-án orvosai javaslatára elbocsátották.)[23]
- december 4. – NATO csúcstalálkozó Brüsszelben a német újraegyesítésről tárgyal.[40]
- december 6. – Lemond Egon Krenz keletnémet államfő, utódja Manfred Gerlach lesz.[39]
- december 7.
  - Az NDK-ban összeül a Központi Kerekasztal, amelynek célja a demokratikus átmenet erőszakmentes levezetése[41]
  - Lemond funkciójáról Ladislav Adamec, Gustáv Husák köztársasági elnök Marián Čalfát bízza meg kormányalakítással.[42]
  - Ljubljanában 6 ellenzéki párt részvételével megalakul a Szlovén Demokratikus Ellenzék, a DEMOS.[2]
- december 8. – Gustáv Husák csehszlovák államfő amnesztiában részesíti a politikai foglyokat.[42]
- december 9. – Gregor Gysi tölti be az NSZEP főtitkári tisztét.[43]
- december 10.
  - Megalakul a Marián Čalfa vezette, a „nemzeti közmegegyezés kormányának” nevezett új kabinet Csehszlovákiában.[42]
  - Gustáv Husák csehszlovák köztársasági elnök lemond tisztségéről.[5]
- december 11. – Tüntetések Bulgáriában, amelyek a szabad választások ígéretéhez és a kommunista párt vezetőszerepének megszüntetéséhez vezetnek.[4]
- december 14–15. – Az Észak-atlanti Tanács miniszteri találkozója Brüsszelben.[4]
- december 15. – 
  - Este magyarok és románok élőláncot alkotva védik Tőkés László református lelkészt. Ezzel kirobban a román forradalom, mely 20-ra elsöpri a Ceaușescu rendszert.[44][45]
  - A keletnémet Német Szocialista Egységpárt átalakul Demokratikus Szocializmus Pártjává.
- december 16. – Temesvárott a lakosság szimpátia-tüntetést rendez Tőkés László református lelkész mellett.[45][46]
- december 17.
  - Tőkés Lászlót a Securitate Temesvárról Menyőre hurcolja.[47]
  - Temesváron Ceauşescu ellenes tüntetés veszi kezdetét, amellyel szemben a kommunista párt katonaságot vezényel ki, a megtorlás eredménye 63 halott és 253 sebesült.[45][46]
  - A régi MSZMP Marxista Egységplatformjának vezetésével az új XIV. Kongresszuson újjáalakul a Magyar Szocialista Munkáspárt,melyen elnöknek Thürmer Gyulát választják meg.
  - A Szerb Kommunista Szövetség XI. kongresszusán elutasítják a többpártrendszert, kiállnak a föderatív Jugoszlávia és az egységes Jugoszláv Kommunista Szövetség (JKSZ)  mellett.[2]
- december 18.
  - Romániában életbe lép a hadiállapot.[45]
  - Nicolae Ceaușescu hivatalos látogatásra Teheránba utazik.[45]
  - Elena Ceaușescu, Tudor Postelnicu belügyminiszter és Emil Bobu megpróbálják eltüntetni a temesvári sortűz nyomait, a halottakat a 19-ére virradó éjjel egy bukaresti krematóriumba szállítják.[45]
  - Adán megalakul a Vajdasági Magyarok Demokratikus Közössége, a magyarok érdekvédelmi szervezete.[2]
- december 19. – 
  - Temesváron folytatódnak a tüntetések.[45]
  - Eduard Sevardnadze szovjet külügyminiszter látogatást tesz a NATO–központban és tárgyalásokat folytat Manfred Wörner NATO–főtitkárral, továbbá NATO–tagországok állandó képviselőivel. (Ez az első miniszteri látogatás közép- vagy kelet-európai kormányzat részéről a NATO-ban.)[4]
- december 20–21. – 
  - Temesváron a hatóságok meghátrálnak a tüntetők elől.[45]
  - Nicolae Ceaușescu visszaérkezik Teheránból, és a televízióban tartott beszédében huligánoknak nevezi a temesvári tüntetőket.[45]
  - A CSKP rendkívüli kongresszusán kizárnak több kompromittálódott vezetőt a párt soraiból, és a párt elhatárolja magát az előző korszak bűneitől és hibáitól.[42]
- december 21.
  - Bukarestben a Román Kommunista Párt által szervezett nagygyűlésen, amely a temesvári "huliganizmust" hivatott elítélni, a pártvezért kifütyülik. A gyűlés félbeszakad. A tüntetők ellen a hadsereg és a Securitate erőit vetik be.[45][48]
  - Kárpáti Ferenc honvédelmi miniszter újabb szovjet csapatkivonásokat jelent be.
- december 22.
  - Romániában megdől a Nicolae Ceaușescu vezette rendszer; a pártvezető elmenekül, de letartóztatják.[46]
  - 16:00 órakor a román fegyveres erők alávetik magukat a Nemzeti Megmentési Front Tanácsának.[49]
  - Harc veszi kezdetét a Securitate és a katonasággal szövetkezett lakosság közt több romániai városban (Bukarest, Brassó, Temesvár, Nagyszeben, Kolozsvár, Arad, Jászvásár, Craiova)[48]
  - Megalakul a Nemzeti Megmentési Front, melynek elnöke Ion Iliescu.[4]
- december 23. – Megalakul a Koszovói Demokratikus Szövetség nevű ellenzéki koalíció.[2]
- december 25. – 
  - Kivégzik Nicolae Ceauşescu román kommunista elnököt és feleségét Târgovișteben.[45][50]
  - Megalakul a Romániai Magyar Demokrata Szövetség (RMDSZ).[51]
- december 26. – Románia miniszterelnöke Petre Roman lesz.[45]
- december 28.
  - Romániában lassan kezd helyreállni a rend.[45]
  - Alexander Dubčeket a csehszlovák szövetségi gyűlés elnökévé választják.[42]
- december 29.
  - A még mindig kommunista többségű csehszlovák szövetségi gyűlés egyhangúlag Václav Havelt választja köztársasági elnökké.[42]
  - A lengyel parlament kitörli az alkotmányból a kommunista párt vezető szerepére vonatkozó részt, és az ország nevét Lengyel Köztársaságra változtatja, az ország címerében levő sasra visszakerül a korona.[52]

## Az év témái

### 1989 a légi közlekedésben
- január 2. – a Tu–204 első próbarepülése
- november 27. – Kolumbiában lezuhan az Avianca légitársaság 203-as járata, vizsgálatok szerint a Medellin Kartell vezetője Pablo Escobar rendelte meg a gép felrobbantását hogy  César Gaviria Trujillo elnökjelölttel végezzen.

### 1989 a sportban
- Bajnok Lett a Lehel HC jégkorong csapat

### 1989 a televízióban
- Január 8. – a Magyar Televízió bemutatja az …és még egymillió lépés című sorozatot.
- december 17. – A Simpson család premierje a FOX csatornán.
- Megkezdi adását a Nap TV.
- Ebben az évben készült el a Garfield a nyomozók gyöngye (Garfield és barátai – Garfield a privátkopó) (Garfield's Babes and Bullets)

### 1989 a tudományban
- október 18. – A Galileo amerikai űrszonda útnak indítása az Atlantis űrrepülőgépről. (Célja, hogy kibővítsék a Pioneer–10 és –11, illetve a Voyager–1 és –2 szondák jóval rövidebb útja során szerzett ismereteket.)[53]
- A francia Olivier Goulet professzor elsőként hajt végre sikeres vékonybél-átültetést egy gyermekbe.[54]

### 1989 a vasúti közlekedésben
- június 4. – A szovjetunióbeli Ufa és Asa között mintegy 780 ember, nagy részben gyermek veszti életét a SZU legsúlyosabb vasúti balesete során. (Gorbacsov országos gyászt rendel el.)

### 1989 a zenében
- Aerosmith: Pump
- Alphaville: The Breathtaking Blue
- Aradszky László: Fekete arany
- Alannah Myles: Alannah Myles
- Amanda Lear: Uomini più uomini / Tant qu'il y aura des hommes / Super 20
- Blind Guardian: Follow the Blind
- Bros: The Time
- Bee Gees: One
- Billy Joel: Storm Front
- Bonanza Banzai: Induljon a banzáj!
- Tátrai Band: Illúziók nélkül
- The Beach Boys: Still Cruisin'
- Cappella: Helyom Halib
- Joe Cocker: One Night of Sin
- Chris Norman: Break the Ice
- Whitesnake: Slip of the Tongue
- Dolly Roll. Dupla vagy semmi / Ábrándos szép napok
- Bródy János: Hang nélkül
- Grace Jones: Bulletproof Heart
- Elton John: Sleeping with the Past
- Edda Művek: Szaga van
- Korda György Balázs Klári: Sötét az utca
- Zalatnay Sarolta: Ave Maria
- Cseh Tamás–Bereményi Géza: Vasárnapi nép
- Carole King: City Streets
- Cyndi Lauper: A Night to Remember
- Cher: Heart of Stone
- Donna Summer: Another Place and Time
- Fénylő ölednek édes örömében... – rockoratórium
- Halász Judit: Ismeretlen Ismerős
- Hofi Géza – Koós János – Kovács Kati: Kell néha egy kis csavargás
- Kaoma: Lambada
- Katona Klári: Mozi
- Kate Bush: The Sensual World
- Kylie Minogue: Enjoy Yourself
- Lenny Kravitz: Let Love Rule
- Lisa Stansfield: Affection
- The Jackson 5: 2300 Jackson Street
- The Carpenters: Lovelines
- The Rolling Stones: Steel Wheels
- Madonna: Like a Prayer
- Mike Oldfield: Earth Moving
- Milli Vanilli: Girl You Know It's True
- Napoleon Boulevard: Mennyből az angyal
- New Kids on the Block: Merry, Merry Christmas
- Janet Jackson: Rhythm Nation 1814
- Lisa Stansfield: Affection
- Nine Inch Nails: Pretty Hate Machine
- Nirvana: Bleach
- Pap Rita: Boldog ünnepeket
- Pa-dö-dő: PA-DÖ-DŐ 1.
- Pokolgép: Éjszakai bevetés
- Phil Collins: But seriously
- Queen: The Miracle
- Queen: At the Beeb
- Rózsaszín Bombázók: Svédasztal
- Red Hot Chili Peppers: Mother’s Milk
- Sárközi Anita: Anita
- Soundgarden: Louder Than Love
- Szandi: Kicsi lány
- Sepultura: Beneath the Remains
- Simply Red: A New Flame
- Szörényi Szabolcs: Lökd ide a...! (Kocsmadalok)
- Taylor Dayne: Can't Fight Fate
- Tankcsapda: Baj van!! (demó)
- Texas: Southside
- Technotronic: Pump Up the Jam
- Tears for Fears: The Seeds of Love
- Tina Turner: Foreign Affair
- Vincze Lilla: Lilla
- Zoltán Erika: Csak neked!

## Születések
- január 2. – Jovon Toppin trinidadi atléta
- január 3.
  - Ucsimura Kóhei japán tornász
  - Nagy Olivér magyar labdarúgó
- január 4. – Jan Hable cseh labdarúgó
- január 5. – Németh Krisztián magyar labdarúgó
- január 6. – Max Pirkis angol színész
- január 9.
  - Korcsmár Zsolt magyar labdarúgó
  - Michael Beasley amerikai kosárlabdázó
  - Dinko Jukić osztrák úszó
- január 10. – Conor Dwyer kétszeres olimpiai bajnok amerikai úszó
- január 13. – Alex Diaz kolumbiai labdarúgó
- január 15. – Alekszej Cserepanov, orosz jégkorongozó († 2008)
- január 21. – Szergej Feszikov orosz úszó
- január 23. – April Pearson angol színésznő
- január 28. – Bruno Massot német műkorcsolyázó
- január 31. – John Travers ír színész
- február 2. – Colin Daniel angol labdarúgó
- február 5. – Jeremy Sumpter amerikai színész
- február 17. – Beata Falk svéd tájfutó
- február 20. – Bubba Lewis amerikai színész
- február 21.
  - Scout Taylor-Compton amerikai színésznő
  - Corbin Bleu amerikai színész-énekes
- március 2. – Devecseri Ádám magyar kenus
- március 9.
  - Patrick Hausding német műugró
  - Klariza Clayton brit színésznő, énekesnő
- március 11. – Anton Yelchin orosz származású amerikai színész († 2016)
- március 12. – Jevgenyij Dadonov orosz jégkorongozó[55]
- március 16. – Koman Vladimir magyar labdarúgó
- március 18. – François Goeske német színész
- március 22. – Viktor Babiscsevics, belorusz úszó
- március 26. – Tigran Vardanján magyar színekben versenyző orosz műkorcsolyázó
- március 28. – Keller Ákos magyar kosárlabdázó
- április 3. – Jakabos Zsuzsanna magyar úszónő
- április 4. – Simon Zoltán magyar színész
- április 8. – Birtalan Botond magyar labdarúgó
- április 12. – Hanga Ádám magyar kosárlabdázó
- április 18. – Rizvan Ablitarov krími tatár származású korosztályos ukrán labdarúgó
- április 21.
  - Debreceni András magyar labdarúgó
  - Szekeres Adrián magyar labdarúgó
- április 22.
  - Louis Smith angol tornász
  - Damiano Lestingi olasz úszó
- május 3. – Hosszú Katinka magyar úszónő
- május 4. – Gyurta Dániel magyar úszó
- május 8. – Steven Kent ausztrál baseballozó
- május 11. – Giovani dos Santos mexikói labdarúgó
- május 12. – Csang Cseng-lung kínai tornász
- május 17. – Tessa Virtue kanadai műkorcsolyázó
- május 29. – Kszenia Moszkvina orosz úszó
- június 1. – Faggyas Milán magyar labdarúgó
- június 6. – Paweł Wojciechowski világbajnok lengyel atléta, rúdugró
- június 8. – Bacsinszky Tímea magyar származású svájci teniszezőnő
- június 16. – Jelena Glebova észt műkorcsolyázó
- június 21. – Enrico Garozzo olasz párbajtőrvívó
- június 23. – Andréka Domonkos magyar kommunikációs és protokoll-szakember
- június 27. – Matthew Lewis angol színész
- június 30. – Asbel Kiprop kenyai sprinter
- július 1.
  - Mitch Hewer angol színész, modell
  - Daniel Ricciardo ausztrál autóversenyző
- július 3. – Iván Bolado spanyol labdarúgó
- július 6. – Baronits Gábor színész
- július 8. – Dmitri Abakumov orosz labdarúgó
- július 10. – Polyák Rita magyar énekesnő
- július 13. – Sudár Orsolya magyar színésznő
- július 15. – Tristan Wilds amerikai színész
- július 17. – Verrasztó Evelyn magyar úszó
- július 16. – Gareth Bale walesi labdarúgó
- július 23. – Daniel Radcliffe angol színész
- július 25. – Nenad Adamović szerb labdarúgó
- július 27. – Savio Nsereko ugandai születésű német labdarúgó
- július 29. – Marco Ravaioli olasz motorversenyző
- augusztus 3. – Jules Bianchi francia autóversenyző († 2015)
- augusztus 4. – Jakov Szelezsnyev, orosz jégkorongozó[56]
- augusztus 13. – Greg Draper új-zélandi labdarúgó
- augusztus 14. – Jonathan Paredes világbajnoki ezüstérmes mexikói szupertoronyugró
- augusztus 15.
  - Carlos Pena  amerikai színész, énekes
  - Joe Jonas  amerikai színész, énekes
- augusztus 20. – Gahwagi Nebil magyar labdarúgó
- augusztus 21.
  - Hayden Panettiere amerikai színésznő
  - Judd Trump angol snookerjátékos
- augusztus 25. – Mark magyar énekes
- augusztus 30. – Sergio Munoz spanyol tornász
- szeptember 1.
  - Bill Kaulitz a német Tokio Hotel együttes énekese
  - Tom Kaulitz a német Tokio Hotel együttes gitárosa
- szeptember 8. – Avicii svéd zenei producer, lemezlovas († 2018)
- szeptember 13. – Thomas Müller német labdarúgó
- szeptember 14.
  - Jesse James amerikai színész
  - Logan Henderson – amerikai színész, énekes
  - I Dzsongszok – dél-koreai modell, színész
- szeptember 15. – Steliana Nistor román tornász
- szeptember 19. – Tyreke Evans amerikai kosárlabdázó
- szeptember 27. – Pak Thehvan dél-koreai olimpiai bajnok úszó
- szeptember 29.
  - Huo Liang kínai műugró
  - Jevhen Konopljanka ukrán labdarúgó
- szeptember 30. – Tobi Atkins ausztrál színész
- október 1. – Brie Larson Oscar-díjas amerikai színésznő
- október 2. – Danny McCarthy amerikai színész
- október 4. – Kimmie Meissner amerikai műkorcsolyázó
- október 13. – Dér Zsolt magyar színész
- október 19. – Janicsák Veca magyar énekesnő
- október 24. – Hais Welday Ghebrat eritreai sprinter
- október 30. – Anasztaszija Ljukina, orosz származású amerikai tornász
- október 31. – Ottlik Dávid magyar designer, építész
- november 7. – Darja Zgoba ukrán tornász
- november 10. – Kóger Dániel magyar jégkorongozó
- november 20.
  - Cody Linley amerikai színész
  - Dmitrij Zsitnyikov orosz válogatott kézilabdázó
- november 22. – Elliot Hilton angol műkorcsolyázó
- november 26. – Montserrat García Riberaygua, andorrai kajakozó
- december 7. – Nicholas Hoult angol színész
- december 13. – Taylor Swift amerikai énekesnő
- december 12. – Knoch Viktor olimpiai bajnok magyar gyorskorcsolyázó
- december 28. – Mackenzie Rosman amerikai színésznő

## Halálozások
- január 7. – Hirohito japán császár (* 1901)
- január 11. – Ábrahám Ambrus zoológus, ideghisztológus, az MTA tagja (* 1893)
- január 22. – Weöres Sándor író, költő (* 1913)
- január 23. – Salvador Dalí katalán festőművész (* 1904)
- január 24. – Ted Bundy sorozatgyilkos (* 1946)
- február 1. – Martinkó András irodalomtörténész, nyelvész, szótárszerkesztő  (* 1912)
- február 2. – Timár Béla Jászai Mari-díjas színész, rendező (* 1947)
- február 3. – John Cassavetes görög–amerikai színész, forgatókönyvíró és rendező (* 1929)
- február 19. – Kálmán György színész (* 1925)
- február 22. – Márai Sándor író, újságíró (* 1900)
- február 27. – Konrad Lorenz osztrák etológus (* 1903)
- március 8. – Mészáros Ági kétszeres Kossuth-díjas színésznő (* 1914)
- március 14. – Zita Bourbon–parmai hercegnő, az utolsó magyar királyné (* 1892)
- április 22. – Kulin György csillagász (* 1905)
- április 23. – Hódos Imre olimpiai bajnok birkózó (* 1928)
- április 30. – Sergio Leone olasz filmrendező (* 1929)
- április 30. – Bite Pál magyar kémikus, egyetemi oktató (* 1914)
- május 25. – Esterházy Pál herceg a művészet és tudomány támogatója (* 1901)
- május 8. – Ferenczi Imre folklórkutató, a történettudományok (néprajz) kandidátusa (* 1931)
- május 20. – Galgóczi Erzsébet író (* 1930)
- június 3. – Ruhollah Khomeini iráni főpap, ajatollah, politikus (* 1902)
- július 6. – Kádár János kommunista politikus, állami és pártvezető (* 1912)
- július 11. – Sir Laurence Olivier színész, rendező (* 1907)
- július 16. – Herbert von Karajan osztrák karmester (* 1908)
- július 27. – Szirtes Ádám magyar színész (* 1925)
- augusztus 15. – Genda Minoru japán katona, a Pearl Harbor elleni japán támadás tervezője (* 1904)
- augusztus 18. – Németh Imre olimpiai bajnok kalapácsvető (* 1917)
- augusztus 19. – Képes Géza költő, műfordító (* 1909)
- augusztus 22. – Alekszandr Szergejevics Jakovlev szovjet repülőgép tervező (* 1906)
- augusztus 28. – Gerencsér Ferenc cimbalomművész, cimbalomtanár (* 1923)
- szeptember 3. – Gaetano Scirea olasz labdarúgó (* 1953)
- szeptember 4. – Georges Simenon belga író (* 1903)
- szeptember 22. – Irving Berlin zeneszerző (* 1888)
- szeptember 22. – Lakatos István zenerörténész (* 1895)
- szeptember 25. – Gajdócsi István jogász, gazdálkodó, politikus (* 1924)
- október 4. – Graham Chapman brit színész, komikus, forgatókönyvíró (* 1941)
- október 4. – Keleti Tamás biokémikus, az MTA tagja, a magyarországi enzimkinetikai kutatások elindítója (* 1927)
- október 6. – Jaromír Korčák cseh geográfus, demográfus és statisztikus (* 1895)
- október 6. – Bette Davis  kétszeres Oscar-díjas amerikai színésznő (* 1908)
- november 2. – Ronyecz Mária Jászai Mari-díjas magyar színésznő (* 1944)
- november 5. – Vladimir Horowitz ukrán származású amerikai zongoraművész (* 1903)
- november 6. – Makay Margit magyar színésznő, kiváló művész (* 1891)
- november 13. – Lakatos Gabriella Kossuth-díjas magyar balettművész, kiváló művész (* 1927)
- november 14. – Rémi Laurent francia színész (* 1957)
- november 19. – Kovács Károly Pál villamosmérnök, az MTA tagja, a magyar elektrotechnika kiemelkedő alakja (* 1907)
- november 20. – Leonardo Sciascia olasz író, újságíró, politikus (* 1921)
- november 25. – Armand Salacrou francia író, drámaíró (* 1899)
- november 29. – Zombori Ödön (Janicsek Ödön) magyar olimpiai bajnok birkózó (* 1906)
- december 14. – Andrej Dmitrijevics Szaharov fizikus, Nobel-békedíjas emberjogi aktivista (* 1921)
- december 16. – Lee van Cleef, amerikai színész (* 1925)
- december 17. – Vermesy Péter zeneszerző (* 1939)
- december 22. – Samuel Beckett ír költő, próza- és drámaíró (* 1906)
- december 22. – Vasile Milea, román honvédelmi miniszter (* 1927)
- december 22.. – Massimo Serato olasz filmszínész (* 1916)
- december 25. – Nicolae Ceauşescu román diktátor (* 1918)
- december 25. – Elena Ceauşescu, Nicolae Ceauşescu felesége (* 1916)
- december 28. – Hermann Oberth fizikus, az űrkutatás egyik úttörője (* 1894)
- december 31. – Lantos Mihály 52-szeres válogatott labdarúgó, edző, az Aranycsapat tagja (* 1928)

## Nobel-díjak
| Fizikai            | Norman F. Ramsey és Hans Georg Dehmelt amerikai, Wolfgang Paul német fizikusok |
| Kémiai             | Sidney Altman, Thomas Cech amerikai kémikusok                                  |
| Orvosi-fiziológiai | John Michael Bishop és Harold E. Varmus amerikai orvosok                       |
| Irodalmi           | Camilo José Cela spanyol író                                                   |
| Béke               | Tendzin Gyaco a 14. dalai láma                                                 |
| Közgazdasági       | Trygve Haavelmo norvég közgazdász                                              |